# NGC 5535
NGC 5535 (również PGC 97424) – galaktyka eliptyczna, znajdująca się w gwiazdozbiorze Wolarza. Odkrył ją Albert Marth 8 maja 1864 roku. Jest zaliczana do radiogalaktyk.